# وسترجارد
وسترجارد (بالدنماركية: Niels Ludvig Westergaard)‏ (1815 - 1878 م) هو مستشرق من أهل الدنمارك.
درس الهندية في باريس وأوكسفورد وغيرها، وسمى استاذا في جامعة كوبنهاغن سنة 1845 م. كما رحل إلى بلاد فارس والهند واقتنى فيها مجموعة من المخطوطات.
من آثاره: معجم الأفعال السنسكريتية (1841 م).